# Corsham Town F.C.
Corsham Town FC là một câu lạc bộ bóng đá có trụ sở tại Corsham, Wiltshire, Anh. Đội bóng hiện thi đấu tại Hellenic League Premier Division.

## Danh hiệu
- Western League Premier Division :[1]
  - Nhà vô địch mùa giải 2006–07
  - Á quân mùa giải 2004–05, 2005–06
- Wiltshire County League Division 1 :[2]
  - Nhà vô địch mùa giải 1997–98
  - Á quân mùa giải  1996–97
- Wiltshire County League Division 2 :[2]
  - Á quân các mùa giải 1976–77, 1989–90, 1992–93
- Wiltshire League Division 2 :[2]
  - Nhà vô địch mùa giải 1960–61
- Wiltshire Senior Cup:[2][3]
  - Nhà vô địch các mùa giải 1976–77, 1996–97, 2004–05, 2005–06, 2006–07
  - Á quân mùa giải 2003–04
- Western Football League Cup:[4]
  - Nhà vô địch mùa giải 2005–06
- Wiltshire Junior Cup:[2]
  - Nhà vô địch mùa giải 1946–47

## Thống kê
- Thành tích tốt nhất tại Hạng đấu:[1] Xếp thứ nhất tại Western League Premier Division mùa giải 2006–07
- Thành tích tốt nhất tại F.A Cup:[1]  Vòng sơ loại thứ hai các mùa giải 2004–05, 2007–08
- Thành tích tốt nhất tại F.A. Vase:[1] Vòng ba mùa giải 2006–07